# Manuel María Lombardini
Manuel José María Ignacio Lombardini de la Torre (Città del Messico, 23 luglio 1802 – Città del Messico, 22 dicembre 1853) è stato un politico e generale messicano.
È stato Presidente del Messico per un periodo breve, dal febbraio 1853 all'aprile dello stesso anno.